# Municipio de Garfield (condado de Pocahontas)
El municipio de Garfield (en inglés: Garfield Township) es un municipio ubicado en el condado de Pocahontas en el estado estadounidense de Iowa. En el año 2010 tenía una población de 274 habitantes y una densidad poblacional de 3,01 personas por km².

## Geografía
El municipio de Garfield se encuentra ubicado en las coordenadas 42°46′6″N 94°29′33″O / 42.76833, -94.49250. Según la Oficina del Censo de los Estados Unidos, el municipio tiene una superficie total de 91.07 km², de la cual 90,96 km² corresponden a tierra firme y (0,12 %) 0,11 km² es agua.

## Demografía
Según el censo de 2010, había 274 personas residiendo en el municipio de Garfield. La densidad de población era de 3,01 hab./km². De los 274 habitantes, el municipio de Garfield estaba compuesto por el 95,62 % blancos, el 2,19 % eran afroamericanos, el 0,36 % eran asiáticos y el 1,82 % eran de una mezcla de razas. Del total de la población el 1,46 % eran hispanos o latinos de cualquier raza.